# Oscar Gloukh
Oscar Gloukh (hebräisch אוסקר גלוך; * 1. April 2004 in Rechovot) ist ein israelischer Fußballspieler.

## Karriere

### Verein
Gloukh begann seine Karriere bei Maccabi Tel Aviv. Im März 2022 debütierte er im Cup für die Profis von Maccabi. Anschließend gab er im April 2022 gegen Maccabi Haifa auch sein Debüt in der Ligat ha’Al. In jener Partie, die 1:1-Remis endete, erzielte der Offensivmann auch prompt sein erstes Profitor. Bis zum Ende der Saison 2021/22 erzielte er drei Tore in acht Einsätzen.
Nach weiteren 17 Einsätzen, in denen er viermal traf, während der Saison 2022/23 wechselte Gloukh im Januar 2023 zum österreichischen Bundesligisten FC Red Bull Salzburg, bei dem er einen bis Juni 2027 laufenden Vertrag erhielt. In zweieinhalb Jahren kam Gloukh zu 101 Pflichtspieleinsätzen für Salzburg, mit den Bullen wurde er 2023 Meister der Bundesliga.
Im August 2025 wechselte Gloukh in die Niederlande zu Ajax Amsterdam, wo er einen bis 2030 laufenden Vertrag erhielt.

### Nationalmannschaft
Gloukh spielte im September 2021 erstmals für eine israelische Jugendnationalauswahl. Mit der U-19-Mannschaft nahm er 2022 an der EM teil, bei der er mit Israel Zweiter wurde. Während des Turniers kam er in allen fünf Partien zum Einsatz und erzielte dabei drei Tore.
Im November 2022 gab Gloukh dann in einem Testspiel gegen Sambia sein Debüt im A-Nationalteam.

## Erfolge
- Österreichischer Meister: 2023